# Maria-Pia Geppert
Pour les articles homonymes, voir Geppert.
Maria-Pia Geppert (28 mai 1907 - 18 novembre 1997) est une mathématicienne, biostatisticienne allemande et universitaire allemande. Elle est professeure à l'université de Tübingen et cofondatrice du Biometrical Journal (en) .  

## Biographie
Maria-Pia Geppert naît à Breslau, ville alors située dans l'Empire allemand, son père est directeur d'école secondaire, sa mère est d'origine italienne, son frère aîné, Harald Geppert (de), mathématicien et universitaire, appartient au parti nazi durant la Seconde Guerre mondiale et se suicide le 4 mai 1945. 
Elle fait ses études de mathématiques à Breslau et à Giessen, et en 1932 obtient son doctorat à l'Université de Breslau, en soutenant une thèse intitulée Approximative Darstellungen analytischer Funktionen, die durch Dirichletsche Reihen gegeben sind, sur la théorie analytique des nombres, dirigée par Guido Hoheisel. Edmund Landau, dans sa dernière publication avant l'arrivée au pouvoir d'Hitler, a commenté défavorablement l'un de ses articles.  
Maria-Pia Geppert poursuit sa formation à Rome, de 1933 à 1936, et elle étudie les sciences actuarielles et les statistiques pour un deuxième doctorat qu'elle prépare sous la direction de Guido Castelnuovo. Elle obtient une habilitation en 1942 à l'université de Giessen, avec une thèse, intitulée Comparison of Two Observed Frequencies. Seneta & Phipps reprennent ce titre en indiquant écrivent que le travail réalisée par Geppert pour son habilitation était « important mais oublié », en raison des circonstances de la guerre.

## Activités professionnelles et institutionnelles
En 1940, Geppert est devenue directrice du Département d'épidémiologie et de statistique de l'Institut de recherche cardiaque William G. Kerckhoff à Bad Nauheim, qui devient ultérieurement l'Institut Max Planck de recherche cardiaque et pulmonaire,. Elle est ensuite nommée à l'université Goethe de Francfort en 1943, en tant que chargée de conférences en biostatistique.
En 1964, elle est nommée titulaire de la chaire de biométrie médicale à l'université de Tübingen. Elle devient ainsi la première femme professeure titulaire de cette université. Avec Emmy Noether, Hilda Geiringer, Ruth Moufang et Hel Braun, Maria-Pia Geppert est l'une des rares mathématiciennes allemandes titulaires d'un poste avant la Seconde Guerre mondiale et qui ont pu poursuivre leurs carrières de recherche en tant que professeurs à part entière. 
Elle prend sa retraite académique en 1975.  

## Fondation de la revueBiometrical Journal
Maria-Pia Geppert fonde avec Ottokar Heinisch le Biometrical Journal (en) en 1959. Elle en est la corédactrice en chef avec lui, jusqu'en 1966, puis exerce la même responsabilité éditoriale avec Erna Weber jusqu'en 1969.

## Hommages et distinctions
Maria-Pia Geppert est élue à l'Institut international de statistique après la guerre, devenant la première personne de nationalité allemande ainsi distinguée. Elle est élue membre d'honneur de la Société biométrique internationale en 1965, là aussi la première scientifique allemande de la société à être ainsi honorée,,.  